# قانون الشعوب
يوس جنتيوم، مصطلح لاتيني يعني قانون الشعوب، هو مفهوم للقانون الدولي ضمن النظام القانوني الروماني القديم وتقاليد القانون الغربي القائمة عليه أو التي تتأثر به. قانون الشعوب ليس مجموعة من القوانين المدونة أو القوانين التشريعية، بل هو القانون العرفي المشترك بين جميع الشعوب أو الأمم في «امتثال عقلاني مع أعراف السلوك الدولي».
بعد التنصير في الإمبراطورية الرومانية، ساهم القانون الكنسي أيضًا في ظهور قانون الشعوب في أوروبا. بحلول القرن السادس عشر، تفكك المفهوم المشترك لقانون الشعوب بعد تطوير الدول الأوروبية الفردية لهيئات قانونية مميزة، وتراجعت سلطة البابا، وخلف الاستعمار دولًا خاضعة خارج الغرب.

## القانون الروماني
في العصور القديمة الكلاسيكية، كان قانون الشعوب يُعتبر أحد جوانب القانون الطبيعي، وهو متميز عن القانون المدني. عرّف المحامي غايوس قانون الشعوب بأنه القانون الذي «أوجده المنطق الطبيعي بين جميع الشعوب»:
كل أمة (شعب) تحكمها القوانين والأعراف تلتزم جزئيًا بقانونها الخاص وجزئيًا بالقانون العام للبشرية جمعاء. يعد القانون الذي يؤسسه الشعب لنفسه قانونًا خاصًا به ويطلق عليه اسم القانون المدني باعتباره القانون الخاص بذلك الشعب (الدولة)، بينما القانون الذي ينشئه المنطق الطبيعي بين جميع البشر تلتزم به جميع الشعوب على حد سواء، ويسمى قانون الشعوب (قانون الأمم، أو قانون العالم) باعتباره القانون الذي تلتزم به البشرية جمعاء. هكذا يلتزم الشعب الروماني جزئيًا بقانونه الخاص وجزئيًا بالقانون العام للبشرية جمعاء.
كشكل من أشكال القانون الطبيعي، اعتُبر قانون الشعوب «فطريًا لدى كل إنسان»، وهي وجهة نظر تتفق مع الفلسفة الرواقية. ميز شيشرون بين القوانين المكتوبة وغير المكتوبة والتي يحفظها قانون الشعوب أو موس مايوروم، «التقليد القديم». في أطروحته «عن الالتزامات»، يعتبر قانون الشعوب القانون الأعلى في الالتزام الأخلاقي والذي يلزم البشر بما يتجاوز متطلبات القانون المدني. على سبيل المثال، يفقد الشخص المنفي مكانته القانونية كمواطن روماني، ولكن من المفترض أن يحتفظ بحق الحماية الأساسية الممنوح لجميع البشر بموجب قانون الشعوب.
في القرن الثاني، قسم القاضي الروماني أولبيان القانون إلى ثلاثة فروع: القانون الطبيعي، الموجود في الطبيعة ويحكم الحيوانات والبشر؛ قانون الأمم، الذي يخص البشر؛ والقانون المدني، وهو مجموعة القوانين الخاصة بشعب معين. على سبيل المثال، كان قانون الشعوب يدعم العبودية، على الرغم من أنه بموجب القانون الطبيعي، يولد الجميع أحرارًا. في هذا التقسيم الثلاثي للقانون، يمكن اعتبار حقوق الملكية جزءًا من قانون الشعوب، وليس من القانون الطبيعي. قال هيرموجيانوس، وهو القاضي الروماني في النصف الثاني من القرن الثالث، إن قانون الشعوب يشمل الحروب والمصالح الوطنية والملكية والسيادة وحقوق الملكية وحدود الملكية والمستوطنات والتجارة «بما في ذلك عقود البيع والشراء والإيجار والتوظيف، باستثناء بعض العناصر التعاقدية التي تضمنها القانون المدني». بالتالي، يعد قانون الشعوب مهمًا في الممارسة العملية لتسهيل قانون الأعمال.